# Guy XVI de Laval
Pour les articles homonymes, voir Guy de Laval.
Guy XVI de Laval ou encore Nicolas de Laval-Montfort, (né le 1er octobre 1476 - mort le 20 mai 1531) fut comte de Laval, baron de Vitré, vicomte de Rennes, baron de La Roche-Bernard, baron d'Acquigny et de Crèvecœur, seigneur de Montfort, de Gaël, baron de Quintin, du Perrier, seigneur d'Avaugour (en Plésidy), de Beffou, de Belle-Isle, châtelain de La Bretesche, seigneur de La Roche-en-Nort, de Laz, seigneur de Tinténiac, de Bécherel et de Romillé, seigneur de Lohéac, de Bréal, et de La Roche-en-Nort, seigneur de La Roche-d'Iré, de chevalier de l'Ordre de Saint-Michel, gouverneur et lieutenant-général en Bretagne, capitaine de Rennes, amiral de Bretagne.

## Biographie

### Garde

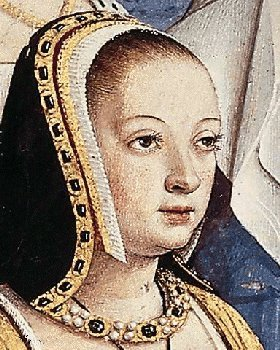
Anne de Bretagne par Jean Bourdichon.

Jean de Laval, son père, fils cadet de Guy XIV, était toujours resté fidèle à la cause de son seigneur, dans les guerres que le duc de Bretagne, François II de Bretagne, avait soutenues contre son suzerain, le roi de France, à qui il[Qui ?] avait pourtant prêté serment (hommage) par deux fois en 1459 et 1461.
À l'âge de trois ans, il avait perdu son père et sa mère. Sa tutelle avait été confiée à l'oncle dont il devait recueillir l'héritage. Son enfance se passa dans la maison de son aïeul maternel. Il tomba donc successivement sous la garde de Guy XIV de Laval, son aïeul, et sous celle de Guy XV de Laval, son oncle.
Pour l'Art de vérifier les dates, son père avait été constamment attaché au service de François II de Bretagne, duc de Bretagne. Ce fut ce qui mérita au fils l'affection de la duchesse-reine Anne de Bretagne, fille de François, qui, l'ayant fait venir auprès d'elle, le considérait et le distinguait entre tous ses parents.
Le fils unique de Guy XV était mort encore jeune : la succession revenait à Nicolas de Laval. En conséquence, Nicolas de Laval est chargé, par un acte du 8 novembre 1494, de l'administration des terres de Guy XV. En 1499, Guy XV eut une attaque de paralysie, dont il demeura perclus d'esprit et de corps. Nicolas veut profiter de l'ensemble de l'héritage et se trouve en conflit avec Catherine, femme de Guy XV, qui lui dispute tant que vit son mari. Il n'eut pas du reste à en attendre long-temps la pleine et entière jouissance. Guy XV meurt au Château de Laval le 28 janvier 1501. Catherine, la veuve de Guy XV, meurt en 1505 au château de Montjean.

### Ung blanc
Il existe une lettre de François Lesné, tuteur de Nicolas de Laval, adressée à Jeanne de Laval, tante de son pupille, reine de Sicile et de Jérusalem, dans laquelle il le lui recommande et prie cette généreuse dame de venir en aide au jeune écuyer qui voulait, en juin 1493, suivre le roi dans une campagne et n'avait pas « ung blanc » pour s'équiper et pas d'espoir du côté de la cour.

### Maison de Tarente

#### Convention du mariage
La princesse Anne lui donna pour femme, Charlotte d'Aragon, princesse de Tarente, fille du roi Frédéric Ier de Naples (1496-1501), et petite-fille par sa mère Anne de Savoie, du duc Amédée IX de Savoie et d'Yolande de France, fille du roi Charles VII. Les conventions du mariage furent arrêtées à Vierzon, le 27 janvier 1499.

#### Lyon
Ayant accompagné la princesse Anne et le roi Louis XII, son époux, en 1500, au voyage de Lyon, il fut du tournoi qui s'y donna en l'honneur de leurs majestés, et fut le chef du parti de la reine. Le 20 juillet, le mariage fut célébré dans l'église Sainte-Croix de Lyon. Et à ce mariage, dit Bertrand d'Argentré, furent faicts d'étranges tournoys, et les lices tendues de draps de soye en la place de Grenette.

#### Alliance
Cette alliance mêlait le sang de la maison de Laval avec celui des maisons de France, d'Espagne, d'Aragon et de Savoie.
Ce mariage pouvait promettre beaucoup à Guy. Par le contrat de leur mariage, Frédéric Ier s'engagea à verser à son gendre les 100 000 livres de la dot de sa fille ; et, tout en exigeant l'engagement pour elle et ses ayants droit de respecter les droits successifs de ses héritiers mâles, Frédéric reconnut pour la postérité de Charlotte le droit d'hériter du trône de Naples à son tour, à défaut des mâles.
Néanmoins, Frédéric, père de Charlotte, chassé de ses États, vint mourir en France. Il avait perdu son trône et sa fortune. Il ne resta au sire de Laval que l'honneur d'une alliance qui le rattachait à toutes les maisons royales d'Europe. Les chances qu'avait Charlotte d'occuper le trône de Naples étaient nulles ; et, Nicolas en l'épousant ne dut pas les faire entrer en ligne de compte. Sans doute, épouser la fille d'un roi, une petite fille de Charles VII, la favorite de la reine Anne de Bretagne, et compter sur une dot de cent mille livres, était bien suffisant à ses yeux pour constituer une alliance.

### Héritage
Nicolas se trouvait dans sa vingt-sixième année quand le décès de son oncle, Guy XV de Laval, advenu le 28 janvier 1501, fit de lui l'héritier du riche patrimoine des Laval sous le nom de Guy XVI.
Mais ce patrimoine si considérable, il ne le reçut pas dans son intégrité : le domaine de Gavre, hérité de Béatrix de Gavre, soumis à la coutume de Flandre échappa à ses mains pour aller à son oncle paternel François de Laval-Montafilant-Châteaubriant.
Pour A. de Broussillon, il est difficile d'expliquer l'absence des jeunes époux le jour des obsèques faites à Laval pour Guy XV de Laval le 15 février 1501. Comme baron de Vitré, il est chargé, le 23 septembre 1501, de convoquer les Etats de Bretagne à Vannes où il institua pour son procureur Robert de Saint-Gilles, son cousin.

### Tournois et joutes
Au mois de décembre 1501, après son premier mariage, le sire de Laval était à Blois, et y prenait part aux fêtes que donnait la cour pour la réception de la princesse de Castille. En ce tournoys qui fut faict en la grande cour du château de Bloys, devant le donjon dudict château, estoient tenans Monsieur de Laval, Monsieur de Rochepot et Guyepot : et audict tournoys feusf jousté le premier jour au grand apparat, qui feut chose belle à veoir, les autres jours, hors lices, à l'espée et à la barrière, là où furent faictes plusieurs belles apertises d'armes, et avoit Monsieur de Laval un grand maure qui le menoit sur les rangs. Dès l'année 1499, il avait fait commencer des lices dans la vallée de Panlivard, où il prenait le plaisir des joutes. Des seigneurs étrangers venaient à Laval s'ébattre et courir la lance.

### Carrière des armes
Charlotte ne vécut que six ans avec son mari, étant morte à Vitré, le 6 octobre 1506, en couche d'Anne de Laval. Ce fut Guy XVI qui apporta dans la maison de Laval, des droits sur la principauté de Tarente, par son mariage.
À la mort de sa femme, Guy XVI reprend le métier des armes. Il fait en 1507 fut de l'expédition du roi Louis XII en Italie dans son expédition contre la ville de Gênes. Ses mœurs, pendant son veuvage, ne furent pas irréprochables; il eut un fils illégitime, nommé François.
En 1513, il accompagne encore le roi Louis XII en Flandre, et faisait partie de ceux qui étaient chargés de ravitailler la ville de Therouanne, assiégée par les Anglais. Il réussit à s'échapper, dans l'échec de l'armée française à la bataille de Guinegate, où Longueville est fait prisonnier.

### Comté de Laval
Le comte Guy XVI de Laval envoie en 1508, pour le représenter à l'assemblée liée à la réforme de la Coutume du Maine, deux commissaires: François de la Pommeraie, et Jean Hennier, juge ou sénéchal du comté. C'est pour la première fois que l'on voit deux hommes de loi de Laval prendre part aux assemblées de la province. On reprocha à ces commissaires de n'avoir pas soutenu avec assez de force les droits de leur seigneur ; surtout de ne pas s'être opposé à ce que le comté de Laval fût regardé comme susceptible d'être divisé, malgré les privilèges dont il jouissait de toute ancienneté.
Grand seigneur féru de la Renaissance italienne, il entreprend la rénovation du Vieux Château de Laval et l'édification du Château-neuf, ancien palais de justice, en cours de rénovation. Il y mène grand train si l'on en croit un état de la maison de Laval qui signale dans son entourage toutes sortes d'officiers que l'on voit chez les princes […] jusques aux trompettes, hautbois, saquebutes, luths, organistes et musiciens (Jehan Daniel).

### Funérailles d'Anne de Bretagne
Le héraut d'armes d'Anne de Bretagne composa une relation détaillée des cérémonies observées à l'enterrement de la reine Anne de Bretagne en 1514. Ces vers étaient dédiés à Guy XVI de Laval.
Noble comte de Laval, de Quintin et de Montfort, 
Illustre noblesse de long-temps a estymé,
Ouez comme la mort par son cruel effort
A prins la royne qui moult vous aymé :
Voyés la mort extresme, les pleurs et les plains
Que l'on a faict, tant par montz que par plains,
Soubs gros sanglotz de soupirs et de larmes :
Moy Bretaigne, son hérault et roy d'armes,
Plusieurs foiz, comme bien fais recors,
Vous veiz à l'enterrement de son noble corps :
Pour souvenir de vostre souveraine parente,
L'enterrement du corps et du cueur vous présente.

### Second mariage deLouisXII
Il se trouve en 1514, aux fêtes et tournois qui sont donnés à Reims à l'occasion du mariage de Louis XII avec Marie Tudor, sœur du roi d'Angleterre ; il a les honneurs des joutes et des passes d'armes.

### FrançoisIer
Il est ensuite à Reims au sacre et au couronnement de François Ier, et paraît à la suite du roi à sa première entrée dans Paris. Le roi lui confirme, à son avènement au trône, tous les privilèges que les rois ses prédécesseurs ont accordés aux sires de Laval.
Il assista, le 2 mars 1515, au couronnement de la reine Claude de France, femme du nouveau roi François Ier, où il tint les premiers rangs après les princes du sang. Il revint de cette cérémonie avec le gouvernement de Bretagne que le roi lui conféra.
La cour de France commençait à prendre de l'éclat. Anne de Bretagne l'avait formée en s'entourant des jeunes filles des premières maisons nobles du royaume, auxquelles l'on donnait le nom de filles de la reigne. Claude, femme de François Ier, suivit l'exemple d'Anne sa mère. Elle voulut avoir près d'elle les enfants du sire de Laval. Guy XVI s'empressa d'accéder à sa demande, et fit partir ses deux filles Catherine et Anne. François leur frère les accompagna.

### Révolte contre le seigneur
Guy XVI veut faire du château de Laval sa résidence ordinaire, et effectue des travaux pour l'embellir. Il en fut néanmoins chassé par les habitants. Il s'était mêlé des affaires de l'Église à Laval :
- de sa propre autorité, il avait changé tout dans l'ordre jusqu'alors observé aux processions de la Fête-Dieu[26].
- plusieurs donateurs de l'église de la Trinité de Laval lui refusaient le titre de fondateur[27]. Un procès eut lieu, au cours duquel une insurrection s'étant soulevée se porta contre le château et contraignit le comte à s'esquiver par une porte de la grosse tour en 1516[28].

Dès lors, Guy XVI se tint longtemps éloigné de Laval, suivit la cour, ou résida en Bretagne.

### Deuxième mariage
Le roi François Ier fait épouser à Guy XVI, le 5 mai 1517, Anne de Montmorency, sœur d'Anne de Montmorency, qui devint connétable de France. Les entrées de la nouvelle comtesse eurent lieu à Laval le 4 juin 1517 et à Vitré le 18 juin.

### La Bretagne

La France sous François Ier, ses acquisitions et les demeures royales.

#### Situation
La Bretagne était déjà en cours de rattachement à la couronne de France depuis 1491, la duchesse de Bretagne Anne ayant épousé Charles VIII puis Louis XII.
François Ier en hérite en épousant la fille d’Anne de Bretagne, Claude de France, puis cède le duché à son fils après le décès de sa femme en 1524. François, conscient que la Bretagne fut toujours hostile à tout rattachement au royaume de France, y envoie Antoine Duprat qui devient ainsi chancelier de Bretagne en 1518.
Le duché de Bretagne entre alors dans une ère assez prospère, dont la paix n’est perturbée que par quelques expéditions anglaises. La rivalité entre les maisons d'Autriche et de Bourbon, entretenait la guerre. Pendant que l'empereur Charles Quint, uni à l'Angleterre, combattait contre la France en Picardie, une flotte anglaise, forte de soixante vaisseaux, sous les ordres du comte de Surrey, amiral, menaçait les côtes de Bretagne et de Normandie.

#### Union de la Bretagne à la France?
François Ier, en 1524, à la mort de Claude, sa femme, de laquelle il tenait la Bretagne, donne à Guy XVI, avec le vice-chancelier Jean Briçonnet et le président de Fresnes, commission de recevoir, au nom du roi de France, le serment de fidélité des barons et nobles bretons. Le 26 novembre, Guy reçoit celui des États de Rennes, le 26 novembre 1524.
Guy XVI est capitaine de la ville de Rennes et lieutenant général de Bretagne en 1524. Il devient gouverneur de Bretagne, à la suite de Charles IV d'Alençon le 27 août 1526. Il revient à Rennes, en qualité de commissaire du roi, pour y tenir les États de Bretagne en 1529.

### Troisième mariage
La mort lui enleva, en 1525, le 26 juin, Anne de Montmorency, sœur du connétable et premier duc de ce nom. Anne de Montmorency, deuxième femme du comte de Laval, elle aussi en couches, meurt le 30 juin 1525, au château de Comper. Le corps d'Anne de Montmorency fut rapporté à Laval et fut inhumé à la Collégiale Saint-Tugal de Laval, le 23 juillet, par Yves Mahyeuc, évêque de Rennes qui, la veille, venait de procéder à la consécration de la chapelle de la maison de Patience. Le 6 février 1526, Guy XVI fit un règlement pour les toiles de Vitré, qui devaient offrir une largeur de trois quarts d'aune.
Il répara cette perte l'année suivante par le troisième mariage qu'il fit, le 3 mars, avec Antoinette de Daillon, fille aînée de Jacques de Daillon, seigneur du Lude et de Jeanne d'Uliers. Elle lui apporta les terres de l'Isle-Brûlon et de la Cropte et en outre une somme de vingt mille livres. Le 21 septembre 1526, Antoinette fit à Laval l'entrée à laquelle elle avait droit.

### Négociations royales
Le 10 septembre 1528, le comte de Laval se trouve au défi de combat apporté au roi de France de la part de l'empereur Charles Quint. Le héraut est reçu dans la grande salle du Palais-Royal, devant la table de marbre. Derrière le roi, se trouve le sire de Laval, lieutenant-général et gouverneur en Bretagne, à côté de Montmorency, au milieu d'une foule de seigneurs. L'Empereur veut avoir le comte de Laval, avec Vendôme, de Rieux, François Ier de Saint-Pol et autres grands capitaines, seuls appuis que la France ait conservés après la bataille de Pavie. Il les demande au roi de France comme garants de la rançon de ses enfants qu'il a laissés en otage à Madrid pour recouvrer sa liberté.

### Traité de Cambrai
Le traité de Cambrai (1529), les rend enfin à la France ; François Ier épouse Éléonore de Habsbourg, sœur de l'Empereur. Le sire de Laval est mandé à Paris pour prendre part aux tournois et aux fêtes que l'arrivée de la nouvelle reine occasionne.

### Décès
En 1531, étant allé dans sa terre de La Gravelle pour y chasser au vol, il y reçut un coup de patte de cheval dont il mourut le 30 mai. Son corps fut rapporté à Laval, où il fut inhumé avec une pompe extraordinaire dans la Collégiale Saint-Tugal de Laval. Il existe une relation qui fut imprimée de ces obsèques, en 1531. Cette pompe n'avait rien au-dessus de son mérite il avait paru en France dans toutes les occasions éclatantes de son temps, et y avait brillé.
La chronique en vers de Guillaume Le Doyen, année 1551, s'étend fort longuement sur la pompeuse funéraille de ce seigneur, et en donne d'immenses détails. Il dit de lui : Nous le nommons par excellence le Grand Guion ; ainsi nos aïeux l'ont qualifié. Selon Jacques Le Blanc de la Vignolle, le cardinal Louis de Bourbon-Vendôme présida aux obsèques du comte de Laval Guy XVI ; mais suivant Guillaume Le Doyen, qui fut témoin oculaire de la cérémonie, ce fut l'évêque de Rennes qui officia, le cardinal-évêque du Mans n'y était pas présent. On y voyait les évêques de Rennes et de Saint-Malo, et les abbés de Saint-Aubin d'Angers, de Clermont et de Bellebranche.
Le Musée de Laval possède une paix en ivoire qui porte deux blasons : celui de Guy XVI à droite, celui d'Antoinette, parti de Laval et de Daillon, à gauche. On peut aussi trouver le blason de Guy XVI au château de Vitré. On y remarque trois blasons  : ce sont sur le pan coupé du contre le blason de Guy XVI : Laval-Montfort ; puis sur le pan coupé de droite, le blason d'Anne de Montmorency : parti de Montfort-Laval et de Montmorency ; enfin sur celui de gauche le blason d'Antoinette de Daillon; parti de Laval-Montfort et de Daillon.

### Fastes et difficultés financières

#### Jean Legay de la Bourgatière
Il existe de la vie de Guy XVI, de sa maison, de son caractère, de sa grande existence un tableau développé fourni par Jean Legay, Sieur de la Bourgatière dans l'Abrégé des antiquitez, noblesses et alliance de l'illustre maison d'Espinay. Ce manuscrit était détenu en 1900 par Hippolyte de la Grimaudière, au château de la Hamonaye, à Châteaubourg (Ille-et-Vilaine).
Ce manuscrit a été partiellement publié par Arthur de La Borderie dans la Revue de Bretagne, 1888, vol. 2, p. 128 :
Arthur de la Borderie ajoute que Jean Legay, explique qu'à tous les repas, dans la maison du comte de Laval, on servait jusqu'à huit tables distinctes : 
- 1. la table du comte de Laval et des seigneurs les plus distingués ;
- 2. celle de la comtesse et des dames;
- 3. celle des enfants du comte de Laval et des gentilshommes et damoiselles chargés de leur personne ;
- 4. la table des damoiselles de second ordre ;
- 5. celle des secrétaires, gens de conseil, médecin, musiciens;
- 6. la table des fauconniers et veneurs ;
- 7. la table des valets de chambre et serviteurs du comte de Laval;
- 8. enfin, celle des serviteurs des soigneurs, gentilshommes et officiers de sa maison.

#### Difficultés financières
Les difficultés financières avaient sans doute été créées par les prodigalités de Guy XVI et aux splendeurs de son train de mission, et se propagèrent à sa descendance. Elle ne prirent pas fin avec Guy XVII, et sa nièce, Guyonne de Laval, en 1555, sous la pression de ses créanciers, dut prendre des arrangements avec Claude de Rieux et d'Andelot, leur promettant la mise en vente du comté de Laval. Sans doute ceux-ci souhaitaient en faire l'acquisition, car ils prirent à leur charge l'avance du paiement des dettes de la maison et la direction de tous ses procès alors en instance. En fait, Laval ne fut pas mis en vente et c'est de Montfort que d'Andelot se trouva investi vers 1558, en retour des soixante mille écus consacrés par lui à l'extinction du passif des Laval.

## Famille
Généalogie :
- Il est le fils de Jean de Laval, seigneur de La Roche-Bernard et de Jeanne du Perrier, baronne de Quintin, ainsi que le neveu de Guy XV de Laval.
- Avec Anne de l'Espinay, il a un fils naturel : 
- François de Laval, évêque de Dol, né en 1498 ;
- Il se marie le 27 janvier 1500 à Lyon avec Charlotte d'Aragon-Naples, héritière du royaume de Naples, princesse de Tarente, morte en 1506, dont :
- Guy, mort jeune
- Louis[38], né le 22 novembre 1501, mort jeune le 21 mars 1502
- François de Laval, né le 30 avril 1503[39] et mort le 27 avril 1522 à la bataille de la Bicoque[40]
- Catherine, (1504-1526), dame de La Roche-Bernard[41], femme de Claude de Rieux, d'où succession : Renée-Guyonne épouse de Louis (alias Guy XVIII de Laval) marquis de Nesle et comte de Joigny ; et sa sœur Claude/Claudine de Rieux épouse de François d'Andelot, frère de l'Amiral de Coligny  : d'où Guy XIX, père de Guy XX († 1605)
- Anne, née le 23 septembre 1505 à Vitré et morte en 1554 à Craon), baronne héritière de Laz, mariée le 23 janvier 1521 à François de La Trémoille, lui apportant ainsi ses prétentions au trône de Naples, le titre de prince de Tarente et le prédicat d'Altesse accordé à leurs descendants. D'où succession de Laval en 1605 avec leur arrière-petit-fils Henri III de La Trémoille, alias Guy XXI (fils de Claude, fils de Louis III, lui-même fils d'Anne de Laval et François de La Trémoille)
- Il se remarie le 5 mai 1517 à Anne de Montmorency, morte le 26 juin 1525, sœur du connétable Anne de Montmorency dont :
- René, né le 23 août 1519 à Vitré[42] et mort le 11 octobre suivant dans la même ville
- Claude, futur Guy XVII de Laval
- Marguerite, née vers 1523[43], dame du Perrier, mariée dans sa petite enfance, le 18 mai 1529 (Vitré) à Louis V de Rohan-Guéméné (1513-1557), baron de Lanvaux : parents de Louis VI de Rohan
- Anne, mariée le 16 février 1539[44] à Louis de Silly, seigneur de La Roche-Guyon et de Louvois. La baronnie d'Acquigny sortit par ce mariage de la Maison de Laval, dont les aînés l'avaient possédée pendant plus de trois siècles. Postérité Silly puis Rohan-Chabot, Rohan-Soubise et Gondi de Retz : d'où la succession d'Acquigny, ainsi que de fiefs venus des parents de Louis de Silly, Charles de Silly (comte de La Roche-Guyon) et Philippa de Sarrebrück-Commercy (cette dernière, issue des comtes de Roucy et de Braine, était dame de Commercy, Rochefort, Louvois, Montmirail...)
- Il épouse en troisièmes noces le 24 août 1526 Antoinette de Daillon, née vers 1500 et morte avant le 4 juillet 1538, dont :
- François, mort en bas âge le 28 septembre 1530[45]
- Louise, morte en bas âge
- Charlotte, née vers 1530 et morte le 3 mars 1568 à Orléans, héritière de Tinténiac, mariée le 16 juin 1547 dans la chapelle du château de Montmuran à l'amiral Gaspard II de Coligny ; d'où postérité : ils sont les ancêtres des rois Guillaume III d'Angleterre et Frédéric Ier de Prusse, et de nombreux souverains actuels d'Europe

## Liens avec la maison de Bretagne
Le comte de Laval était cousin très-proche au huitième degré de la reine Anne de Bretagne.
- Jean IV de Bretagne (1339-1399) ⚭ Jeanne de Navarre (1370-1437)
  - Jean V de Bretagne (1389-1442) ⚭ Jeanne de France (1391-1433)
    - Isabelle de Bretagne (1411-1442) ⚭ Guy XIV de Laval (1406-1486)
      - Guy XV de Laval (1435-1501) Catherine d'Alençon (1452-1505)
      - Jean de Laval (1437-1476) ⚭ Jeanne du Perrier (1450-1504)
        - Guy XVI de Laval (1476-1531)

  - Richard d'Étampes (1395-1438)
    - François II de Bretagne (1435-1488) ⚭ Marguerite de Foix (1444-1486)
      - Anne de Bretagne (1477-1514)